# Матюрен Жак Брисон
Матюрен Жак Брисон (фр. Mathurin Jacques Brisson) е френски зоолог и физик, роден във Фонтене ле Конт. В началото на своята кариера се занимава с естествена история като публикува трудовете Le Règne animal (1756) и Ornithologie (1760). През 1759 г. става член на Френската академия на науките.
След кончината на Рене-Антоан Реомюр, чиито асистент е бил Брисон се отказва от заниманията с орнитология и зоология е назначен за професор по физика в Навара, а по-късно и в Париж. Най-важният труд от този период на Брисон е за специфичното тегло на телата (Pesanteur Spécifique des Corps, 1787), макар че е издал и други трудове от разни области на естествознанието.